# ヒゲホオジロ

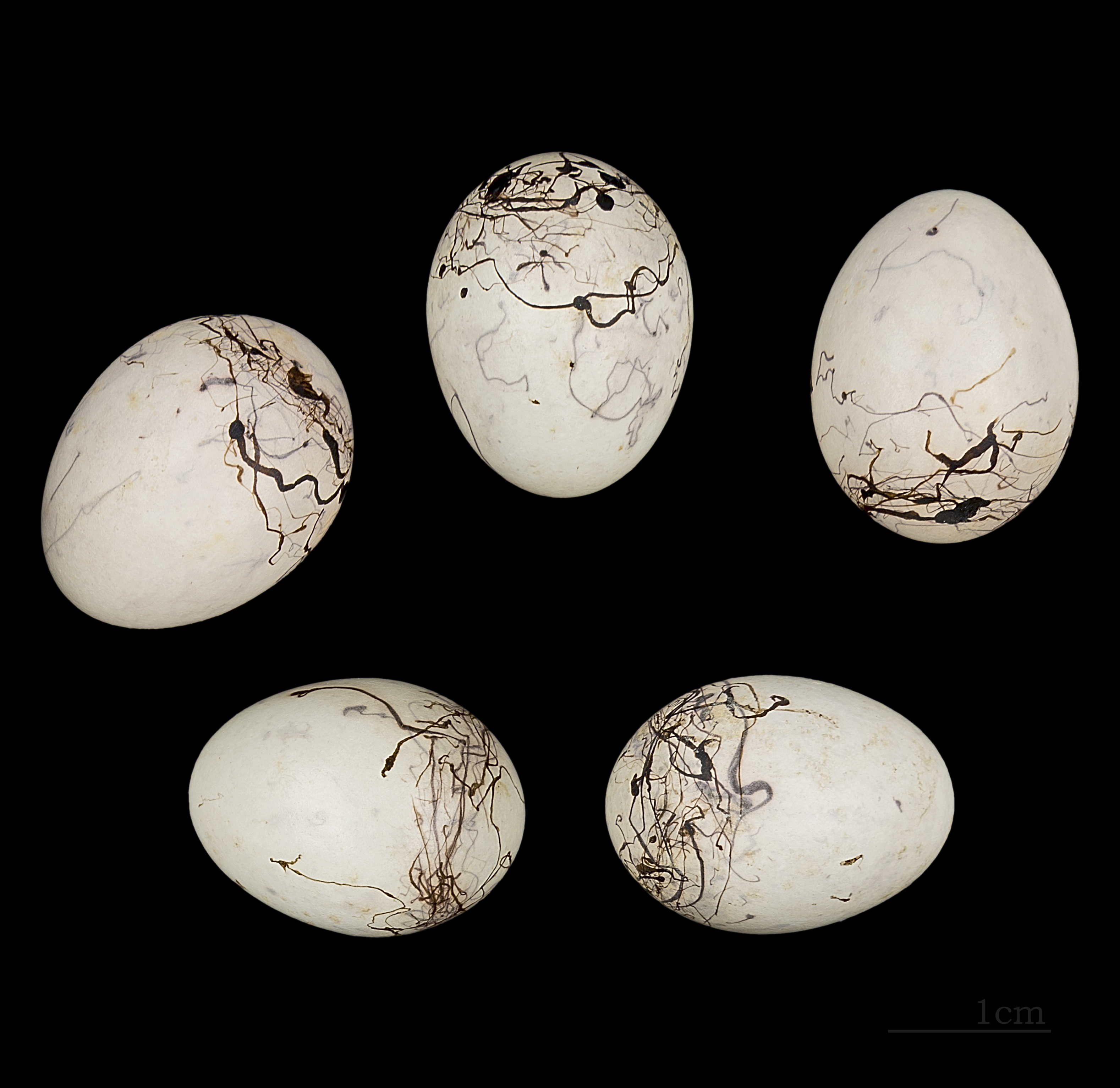
Emberiza cia

ヒゲホオジロ (Emberiza cia)は、スズメ目ホオジロ科の鳥類。